# Trần Tâm
Trần Tâm (10 tháng 1 năm 1917 – ?) là chính khách Việt Nam Cộng hòa và Tổng thư ký kiêm Chủ tịch phân hội Việt Nam trực thuộc Liên minh Nhân dân châu Á chống Cộng sản.

## Tiểu sử
Trần Tâm sinh ngày 10 tháng 1 năm 1917 tại tỉnh Thái Bình, Bắc Kỳ, Liên bang Đông Dương.:658
Từ năm 1932 đến năm 1945, ông từng tham gia các tổ chức chống thực dân Pháp.:658 Từ năm 1947 đến năm 1949, ông là tham mưu trưởng lực lượng vũ trang kháng chiến chống thực dân, với quân hàm đại tá.:658 Từ năm 1949 đến năm 1956, ông gia nhập các tổ chức chống thực dân và chống cộng sản.:658
Năm 1956, ông là phó chủ tịch phân hội Việt Nam trực thuộc Liên minh Nhân dân châu Á chống Cộng sản, về sau được thăng chức chủ tịch tổ chức này vào tháng 1 năm 1958.:658